# China (Kagoshima)
China (Japans: 知名町, China-chō) is een gemeente in de subprefectuur Oshima van de prefectuur Kagoshima, Japan.
Op 1 april 2008 had de gemeente 6753 inwoners. De bevolkingsdichtheid bedroeg 127 inw./km². De oppervlakte van de gemeente is 53,29 km².
De gemeente China is een van de twee gemeenten op het eiland Okinoerabu (Bloemeneiland). De andere gemeente is Wadomari. Hier bevinden zich ook de haven en het vliegveld.

## Geschiedenis
Het eiland Okinoerabu maakte deel uit van Koninkrijk Riukiu tot in 1609. Na de invasie van de Shimazu-clan werd het een kolonie van de Satsuma-han. In 1908 werd het eiland in twee gemeenten onderverdeeld : China en Wadomari. Vanaf 1946 stond het eiland onder de jurisdictie van de Amerikaanse bezettingsmacht. In 1953 werd de macht opnieuw overgedragen aan Japan.

## Economie
De belangrijkste teelten op het eiland zijn suikerriet, aardappelen en pinda's. Ook de bloementeelt (voornamelijk lelies) is belangrijk.
Er bevindt zich een kleine luisterpost van de luchtmacht van de Japanse Zelfverdedigingstroepen.